# Chirocephalus salinus
Chirocephalus salinus är en kräftdjursart som beskrevs av Daday 1910. Chirocephalus salinus ingår i släktet Chirocephalus och familjen Chirocephalidae. Inga underarter finns listade i Catalogue of Life.